# Pholcus vatovae
Pholcus vatovae är en spindelart som beskrevs av Lodovico di Caporiacco 1940. Pholcus vatovae ingår i släktet Pholcus och familjen dallerspindlar. Inga underarter finns listade i Catalogue of Life.